# Ordinariato
Nella terminologia cristiana, l'ordinariato indica l'insieme dei vari organi attraverso cui un ordinario, specialmente un vescovo, esercita le diverse forme della propria autorità.

## Descrizione
In senso lato, un ordinariato è una giurisdizione ecclesiastica amministrata da un ordinario del luogo, che di norma è un vescovo. L'ordinariato non è espressamente previsto dal Codice di diritto canonico della Chiesa latina, ma è eretto ai sensi del comma 2 del canone 372 del succitato Codice, che regola la costituzione di Chiese particolari a carattere personale. Nella prassi, esso implica un tipo di Chiesa particolare, con giurisdizione limitata a una particolare categoria di fedeli e con un territorio nazionale o superiore.
Nella Chiesa cattolica esistono attualmente tre tipi di ordinariati:
- l'ordinariato militare,[3] per l'assistenza spirituale ai membri delle forze armate;
- l'ordinariato per i fedeli di rito orientale,[4] per le comunità di cattolici orientali in territori tradizionalmente di rito latino o di un altro rito orientale  - p.e. l'Ordinariato di Romania per gli armeni cattolici;
- l'ordinariato personale,[5] previsto da papa Benedetto XVI con la costituzione apostolica Anglicanorum coetibus per i cattolici provenienti dell'anglicanesimo - p.e. l'Ordinariato personale di Nostra Signora di Walsingham.